# Uropeltis ceylanicus
Espèce
Synonymes
- Uropeltis ceylanica Cuvier, 1829
- Silybura brevis Günther, 1862
- Silybura nilgherriensis var. annulata Beddome, 1886

Statut de conservation UICN

 LC  : Préoccupation mineure
Uropeltis ceylanicus est une espèce de serpents de la famille des Uropeltidae.

## Répartition
Cette espèce est endémique du Sud de l'Inde.

## Étymologie
Cette espèce est nommée en référence au lieu de sa découverte, Ceylon, l'ancien nom du Sri Lanka, ce qui semble être une erreur.

## Publication originale
- Cuvier, 1829 : Le Règne Animal Distribué, d'après son Organisation, pour servir de base à l'Histoire naturelle des Animaux et d'introduction à l'Anatomie Comparé. Nouvelle Edition [second edition]. Vol. 2. Les Reptiles. Déterville, Paris, p. 1-406 (texte intégral).